# Галереи Святого Губерта
Галереи Святого Губерта — первый в Европе пассаж, открытый в 1847 году в Брюсселе. Наряду с пассажем в Санкт-Петербурге, открытым в 1848 году, и пассажем «Галерея Виктора Эммануила II» в Милане, открытым в 1867 году, оказал большое влияние на более поздний дизайн торговых галерей.
Здание длиной 213 метров состоит из длинного коридора с двумя верхними этажами под слегка изогнутой стеклянной крышей в чугунной раме. В проходе пилястры отделяют витрины отдельных магазинов. Вся структура выдержана в итальянском стиле чинквеченто. Два одинаковых фасада напоминают узкий дворик Джорджо Вазари во флорентийском Уффици и демонстрируют девиз «Omnibus omnia» (всё для всех).
Идея восходит к голландскому архитектору  Жан-Пьеру Клёйзенару (1811–1880), который поставил перед собой цель заменить узко застроенную и плохо освещённую часть Брюсселя между улицами Грасмаркт и Крёйдтёйнберг и тем самым привлечь более высокие слои общества в этот район.
Вместе с банкиром Жаном-Андре Демо он основал Общество галереи Святого Губерта (фр. «Societe des Galeries Saint-Hubert») летом 1836 года. Однако им понадобилось ещё девять лет, чтобы прояснить все права собственности и проживания в этом районе. Строительство началось 6 мая 1846 года и продолжалось до 20 июня 1847 года, когда король Леопольд I со своими сыновьями открыли пассаж.
С самого начала этот пассаж привлёк множество роскошных магазинов, что придало Брюсселю блеск европейской столицы. 1 марта 1896 года братья Люмьер показали здесь свои первые фильмы.
Другой, но меньший по размеру торговый пассаж — Северная галерея (Passage du Nord), построенная в 1874 году, длина которой составляет около 70 м, архитектурно связана с галереями Святого Губерта.
Ежегодно галереи Святого Губерта посещают около 6 млн человек, что делает их одними из самых популярных туристических мест Брюсселя.

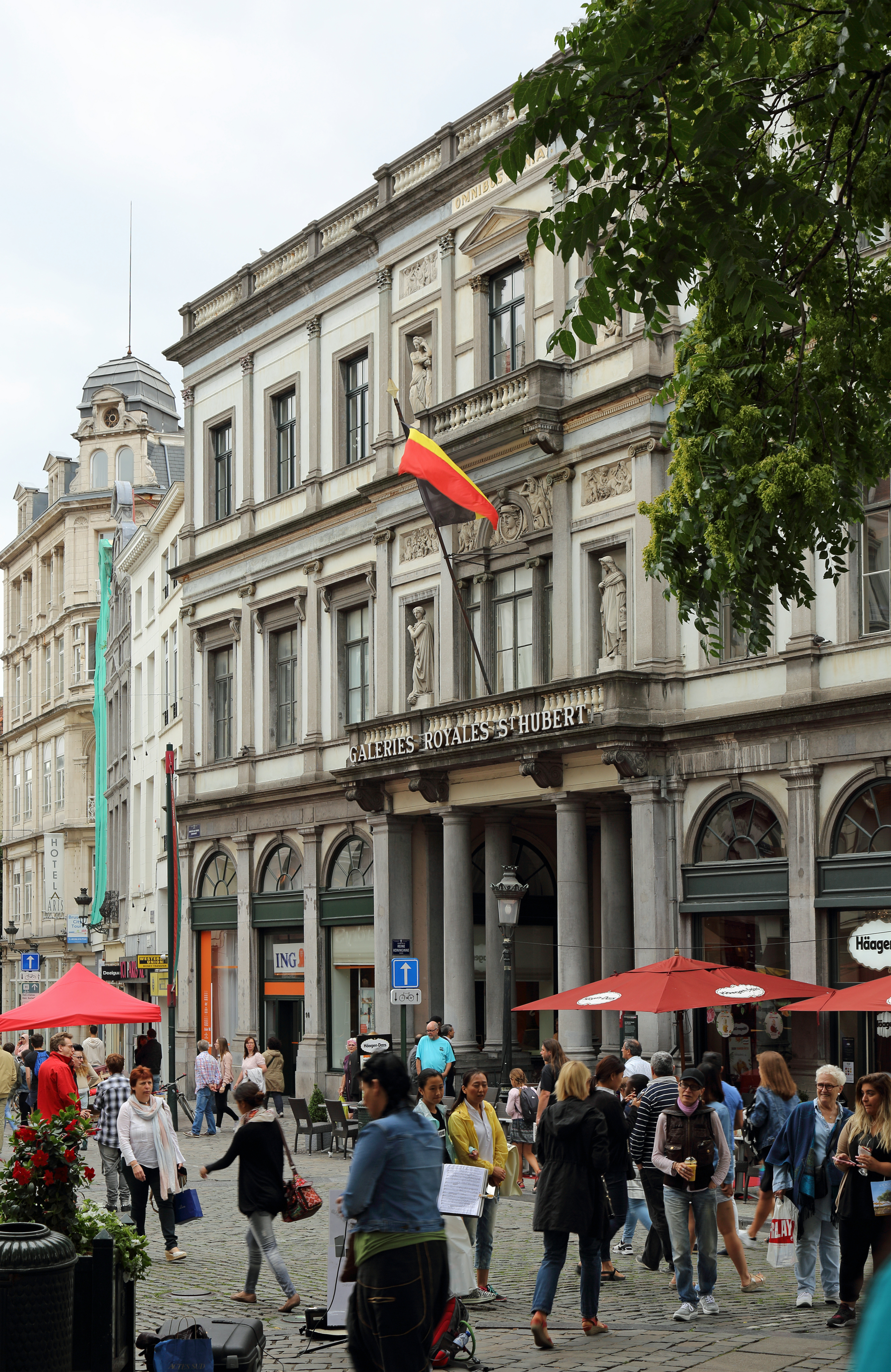
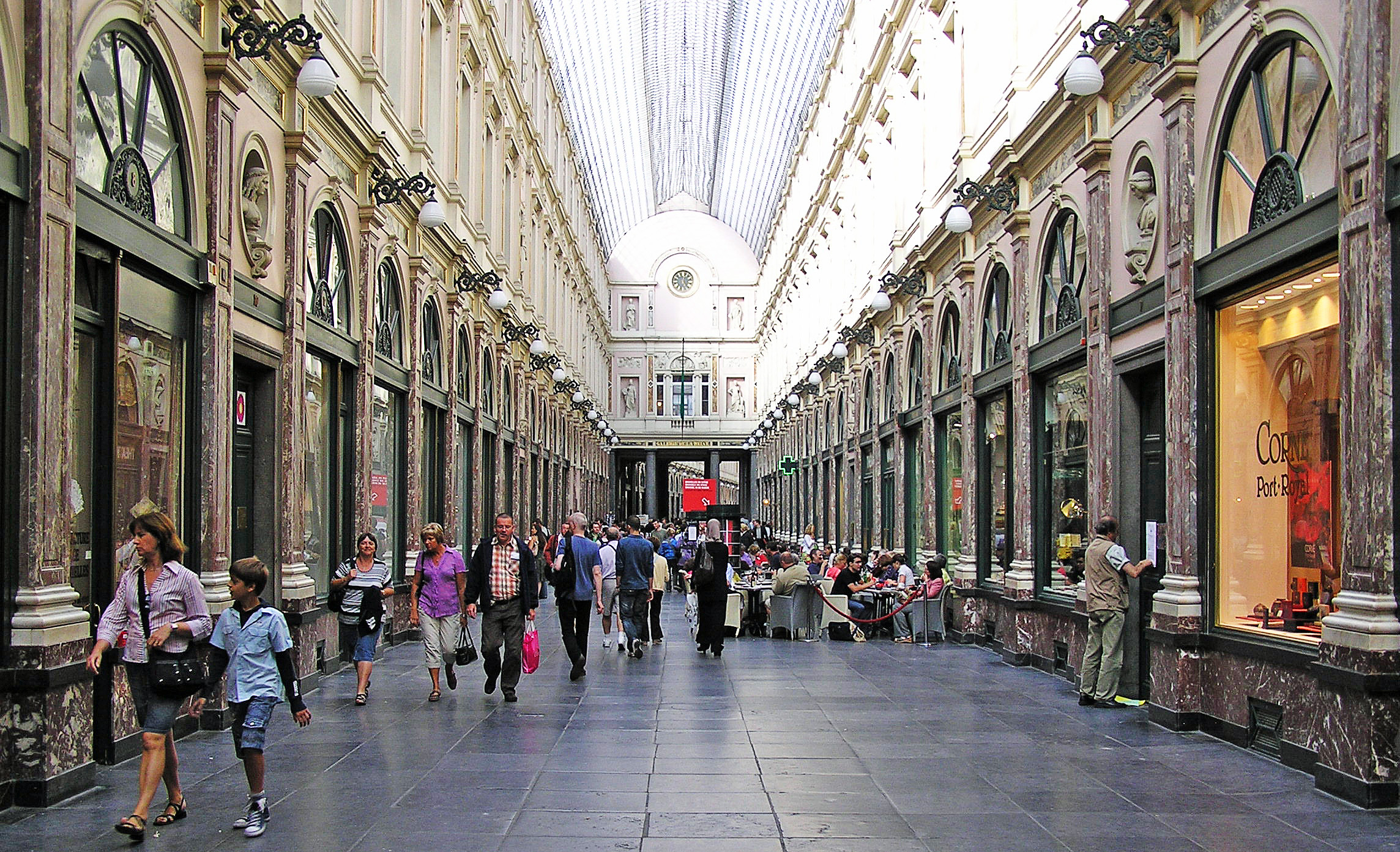
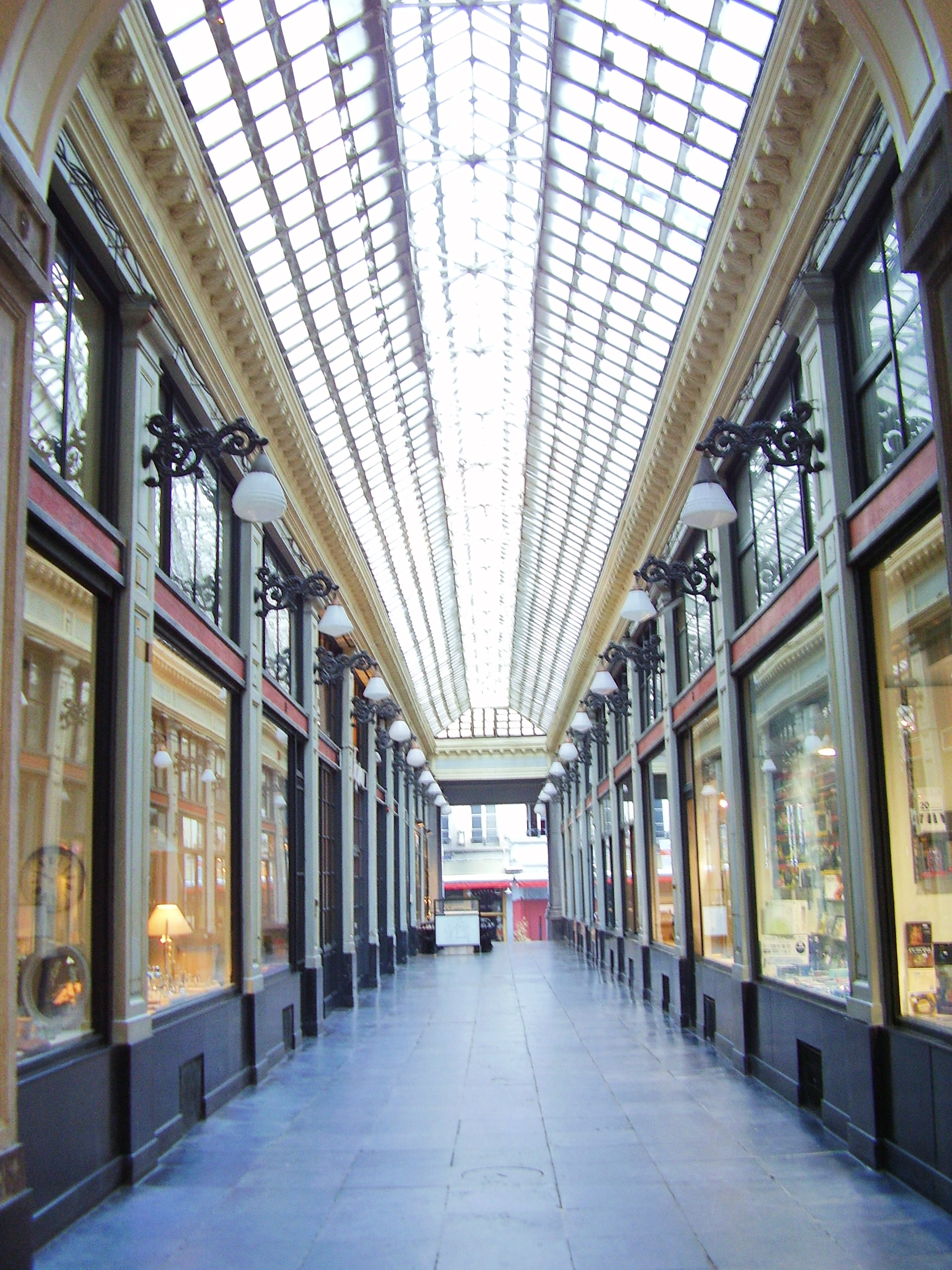
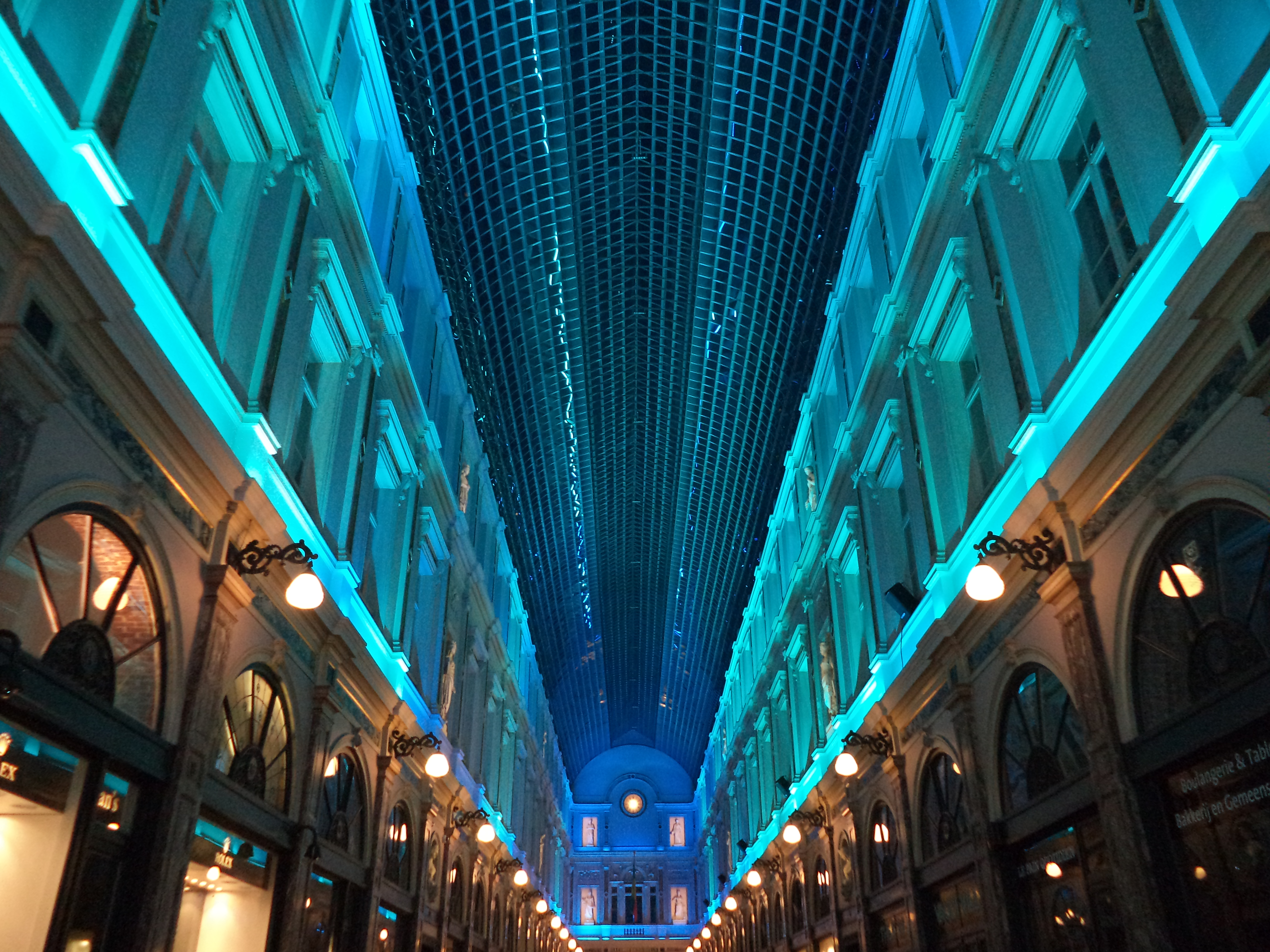